# Duque de York y Albany
Duque de York y Albany era un título de nobleza en la nobleza de Gran Bretaña. El título se creó tres veces durante el siglo XVIII y generalmente se le dio al segundo hijo de los monarcas británicos. Los títulos predecesores en los títulos nobiliarios ingleses y escoceses eran duque de York y duque de Albany.

## Historia
Los ducados individuales de York y de Albany se habían creado previamente cada uno varias veces en los nobles de Inglaterra y de Escocia respectivamente. Cada uno se había convertido en un título tradicional para el segundo hijo del monarca, y se había unido (pero otorgado por separado) en la Casa de Estuardo.
Durante el siglo XVIII, el doble ducado de York y Albany se creó tres veces en la nobleza de Gran Bretaña. El título lo ostentó por primera vez el duque Ernest Augustus de Brunswick-Lüneburg, príncipe-obispo de Osnabrück, el hermano menor del rey Jorge I de Gran Bretaña. Murió sin descendencia.
La segunda creación del ducado de York y Albany fue para el príncipe Eduardo, hermano menor del rey Jorge III del Reino Unido. También murió sin descendencia, sin haberse casado nunca. La tercera y última creación del ducado de York y Albany fue para el príncipe Federico Augusto, el segundo hijo del rey Jorge III. Se desempeñó como comandante en jefe del Ejército Británico durante muchos años, y fue el "gran duque de York" original en la rima popular. Murió sin descendencia legítima.
Cada vez que se creó el ducado de York y Albany, solo tuvo un ocupante, y esa persona murió sin descendencia legítima.
La reina Victoria del Reino Unido otorgó el título de duque de Albany (designación geográfica única) en 1881 a su cuarto hijo, el príncipe Leopoldo, y el título de duque de York (designación geográfica única) en 1892 al segundo hijo de su hijo mayor (pero para entonces solo vitalicio), príncipe Jorge.

## Duques de York y Albany

### Primera creación, 1716–1728
El príncipe Ernesto era el hermano menor del rey Jorge I de Gran Bretaña.
| Duque | Imagen                   | Nacimiento | Matrimonio   | Muerte                                 |
| --- | ------------------------ | --- | ------------ | -------------------------------------- |
| Príncipe Ernest Augustus Casa de Hannover 1716–1728 también: Príncipe-obispo de Osnabrück (1715–1728), Conde de Ulster (1716) | Príncipe Ernest Augustus | 7 de septiembre de 1674 Osnabrück hijo de Ernest Augustus, elector de Brunswick-Lüneburg y Sofía del Palatinado | nunca casado | 14 de agosto de 1728 Osnabrück 53 años |

El príncipe Ernest murió sin descendencia.

### Segunda creación, 1760–1767
Más que el segundo hijo del soberano, el príncipe Eduardo era el segundo hijo de Federico, Príncipe de Gales, y el hermano menor del Rey Jorge III del Reino Unido.
| Duque                                                                       | Imagen           | Nacimiento                                                                                         | Matrimonio   | Muerte                                                          |
| --------------------------------------------------------------------------- | ---------------- | -------------------------------------------------------------------------------------------------- | ------------ | --------------------------------------------------------------- |
| Príncipe Eduardo Casa de Hannover 1760–1767 también: Conde de Ulster (1760) | Príncipe Eduardo | 25 de marzo de 1739 Casa de Norfolk hijo de Federico, príncipe de Gales y Augusta de Sajonia-Gotha | nunca casado | 17 de septiembre de 1767 Palacio del Príncipe de Mónaco 28 años |

El príncipe Eduardo murió sin descendencia.

### Tercera creación, 1784–1827
El príncipe Federico fue el segundo hijo del Jorge III del Reino Unido.
| Duque                                                                        | Imagen            | Nacimiento                                                                                                  | Matrimonio                                                    | Muerte                                   |
| ---------------------------------------------------------------------------- | ----------------- | --- | ------------------------------------------------------------- | ---------------------------------------- |
| Príncipe Federico Casa de Hannover 1784–1827 también: Conde de Ulster (1784) | Príncipe Federico | 16 de agosto de 1763 St. James's Palace hijo de Jorge III del Reino Unido y Carlota de Mecklenburg-Strelitz | Federica Carlota de Prusia 29 de septiembre de 1791 Sin hijos | 5 de enero de 1827 Rutland House 63 años |

El príncipe Federico murió sin descendencia legítima, habiéndose separado de su única esposa Federica Carlota (con quien no tuvo hijos), pero se rumoreaba que había engendrado varios hijos ilegítimos.